# Trirhithrum gagatinum
Trirhithrum gagatinum är en tvåvingeart som beskrevs av Mario Bezzi 1918. Trirhithrum gagatinum ingår i släktet Trirhithrum och familjen borrflugor.
Artens utbredningsområde är Ghana. Inga underarter finns listade i Catalogue of Life.